# Merișor (gmina Bucureșci)
Merișor – wieś w Rumunii, w okręgu Hunedoara, w gminie Bucureșci. W 2011 roku liczyła 96 mieszkańców.